# 강두호
강두호(한국 한자: 康斗豪, 1978년 3월 28일 ~ )는 대한민국의 전 축구 선수이며, 포지션은 센터백이였다.

## 플레이 스타일
큰 키는 아니지만, 헤더 능력과 스피드를 지닌 수비수였다.

## 수상 내역

### 대회 기록
충주 험멜 (2010 ~ 2012)
- 전국체육대회 서울특별시 예선 대회 ● 우승: 2010

### 개인 수상
- K2리그 베스트 11: 2005[2]
- 전국체육대회 서울특별시 예선 대회 우수 선수상: 2010[3]
- 150경기 출장 공로패: 2011[4]